# Magleby Kirke (Langeland)
 For alternative betydninger, se Magleby Kirke. (Se også artikler, som begynder med Magleby Kirke)
Magleby kirke er en kirke i landsbyen Magleby på det sydlige Langeland. Den består af et romansk skib, sengotisk langhuskor, våbenhus, ligkapel og tårn. Skibet er en granitkvaderbygning med begge de oprindelige døre bevaret med fritstående søjler; den nordlige, som er i brug, er udvidet, mens den sydlige er tilmuret. Fra et nedbrudt romansk kor ses adskilligt kvadermateriale i kirkens yngre murværk, bl.a. en arkadefrise. Det romanske kor blev i sengotisk tid erstattet af et hvælvet langhuskor. Tårnet har været ombygget to gange, først i 1762, hvor det fik et højt ottekantet spir, og atter i 1828-29.
Kirkens alterbord har et enkelt panelværk fra o. 1600 og en altertavle med billede, "Bebuddelsen" i italiensk stil i nyrokoko ramme. Den romanske døbefont er af sydfynsk type, og prædikestolen er et snitværk i renæssance fra ca. 1630.
Kirkens orgel er bygget til kirken af Frobenius Orgelbyggeri i 1979. Det har 10 stemmer, 2 manualer og pedal. Dispositionen er følgende: 
- Hovedværk: Rørfløjte 8', Principal 4', Spidsfløjte 2', Mixtur.
- Brystværk (i svelle): Gedakt 8', Rørfløjte 4', Principal 2', Quint 1 1/3'
- Pedal: Subbas 16', Gedakt 8'

På kirkegården findes en mindemur over engelske, canadiske og amerikanske flyvere, der blev skudt ned over Langeland under 2. verdenskrig.

## Eksterne kilder og henvisninger
- Wikimedia Commons har flere filer relateret til Magleby Kirke (Langeland)
- Kirkens beskrivelse hos Trap – Kongeriget Danmark, 3. udgave, bind 3, s. 783
- Byggeår for kirker Arkiveret 14. august 2009 hos  Wayback Machine
- Magleby Kirke Arkiveret 31. januar 2011 hos  Wayback Machine hos nordenskirker.dk
- Magleby Kirke hos KortTilKirken.dk